# La Charité-sur-Loire
La Charité-sur-Loire este o comună în departamentul Nièvre din centrul Franței. În 2009 avea o populație de 5.203 de locuitori.

## Evoluția populației
| An        | 1975  | 1982  | 1990  | 1999  | 2006  | 2009  |
| --------- | ----- | ----- | ----- | ----- | ----- | ----- |
| Populație | 6.426 | 6.416 | 5.686 | 5.460 | 5.366 | 5.203 |